# Lana Vlady
Lana Vlady (geborene Swetlana Noskowa; * 6. April 1987 in Leningrad, Sowjetunion) ist eine russisch-italienische Schauspielerin und Regisseurin.

## Leben
Lana Vlady wurde 1987 in Leningrad geboren. Sie zog im Alter von acht Jahren mit ihrer Mutter aus beruflichen Gründen nach Pisa in Italien, nachdem sich ihre Eltern hatten scheiden lassen. Sie begann früh zu modeln und änderte ihren Namen, da ihr richtiger Name zu russisch und zu wenig international klang. Mitte der 2000er Jahre wurde sie Moderatorin der italienischen Fernsehsendung Galatea. Sie ist seit Mitte der 2010er Jahre auch als Schauspielerin und Regisseurin tätig. Für ihre schauspielerische Leistung in dem Film Der Böhme erhielt sie 2023 eine Nominierung für den tschechischen Filmpreis Český lev („Böhmischer Löwe“) in der Kategorie Beste Nebendarstellerin. Ihre Regiearbeit bei dem Kurzfilm Sulphur wurde 2021 auf dem Sochi Open Russian Film Festival als Bester Kurzfilm ausgezeichnet und ihr Kurzfilm Promises (im Original Обещания) erhielt bei den Open Unicorn Awards die Auszeichnung als Bester Kurzfilm.

## Filmografie
- 2017: Die Toten von Turin (Non uccidere, Fernsehserie,1 Folge)
- 2018: Kiffer vs. Killer Mosquitos (Tafanos)
- 2019: Martin Eden
- 2020: Sulphur
- 2020–2021: Alles, was die Zeit vergisst (Dime quién soy, Fernsehserie, 8 Folgen)
- 2021: Promises (Обещания)
- 2022: Der Böhme (Il Boemo)